# Сабріна ван дер Слот
Сабріна ван дер Слот (нід. Catharina van der Sloot, 16 березня 1991) — нідерландська ватерполістка.
Призерка Чемпіонату світу з водних видів спорту 2015, 2022 років.